# Costa tra Marina di Camerota e Policastro Bussentino
Costa tra Marina di Camerota e Policastro Bussentino este o arie protejată (arie de protecție specială avifaunistică — SPA) din Italia întinsă pe o suprafață de 3.276 ha, din care 1 % marine.

## Localizare
Centrul sitului Costa tra Marina di Camerota e Policastro Bussentino este situat la coordonatele 40°02′07″N 15°26′57″E / 40.035257°N 15.449202°E.

## Înființare
Situl Costa tra Marina di Camerota e Policastro Bussentino a fost declarat arie de protecție specială avifaunistică în octombrie 1999 pentru a proteja 2 specii de plante și 29 de specii de animale.

## Biodiversitate
Situată în ecoregiunea mediteraneană, aria protejată conține 10 habitate naturale: Faleze cu vegetație de Limonium spp. endemic de pe coastele mediteraneene, Formațiuni scunde de Euphorbia în apropierea falezelor, Peșteri inaccesibile publicului, Pante stâncoase calcaroase cu vegetație casmofită, Tufărișuri termo-mediteraneene și de pre-deșert, Peșteri marine scufundate complet sau parțial, Matorral arborescenți cu Juniperus spp., Estuare, Pseudostepă cu ierburi și specii anuale de Thero-Brachypodietea, Galerii de Salix alba și de Populus alba.
La baza desemnării sitului se află mai multe specii protejate:
- plante (2): Dianthus rupicola, Primula palinuri
- păsări (24): pescăruș albastru (Alcedo atthis), caprimulg (Caprimulgus europaeus), șerpar (Circaetus gallicus), erete de stuf (Circus aeruginosus), erete vânăt (Circus cyaneus), erete cenușiu (Circus pygargus), prepeliță (Coturnix coturnix), șoim de iarnă (Falco columbarius), Falco eleonorae, șoim călător (Falco peregrinus), cufundar polar (Gavia arctica), sfrâncioc roșiatic (Lanius collurio), Larus audouinii, pescăruș-cu-cap-negru (Larus melanocephalus), pescăruș râzător (Larus ridibundus), gaia neagră (Milvus migrans), gaia roșie (Milvus milvus), viespar (Pernis apivorus), Phalacrocorax aristotelis desmarestii, sitar de pădure (Scolopax rusticola), turturică (Streptopelia turtur), silvie de tufiș (Sylvia undata), chiră de mare (Thalasseus sandvicensis), sturz-cântător (Turdus philomelos)
- mamifere (2): liliacul mare cu potcoavă (Rhinolophus ferrumequinum), liliacul mic cu potcoavă (Rhinolophus hipposideros)
- nevertebrate (2): Melanargia arge, Oxygastra curtisii
- reptile (1): șarpele cu patru dungi (Elaphe quatuorlineata)

Pe lângă speciile protejate, pe teritoriul sitului au mai fost identificate 3 specii de plante, 2 specii de amfibieni, 3 specii de nevertebrate, 4 specii de reptile.